# Valeriy Bryusov
Die Valeriy Bryusov (russisch Валерий Брюсов) ist ein Flusskreuzfahrtschiff, das im Jahre 1985 von der Österreichischen Schiffswerften AG Linz in Korneuburg/Österreich gebaut und an die Moskwa-Flussreederei (russisch Московское речное пароходство) in Moskau ausgeliefert wurde. Es gehört zur Sergey Yesenin-Klasse (Projekt Q-065). Das Schiff wurde nach dem russischen Schriftsteller und Dichter des Symbolismus Waleri Jakowlewitsch Brjussow benannt. Das Luxusschiff wird seit 1993 als Hotel in Moskau unweit des Kremls betrieben.

## Schwesterschiffe der Baureihe Q-065
- Sergey Yesenin rus. (Сергей Есенин)
- Aleksandr Blok rus. (Александр Блок)
- Demyan Bednyy rus. (Демьян Бедный)
- Mikhail Svetlov rus. (Михаил Светлов)